# Matrimonio mistico di Santa Caterina (Veronese Venezia)
Il Matrimonio mistico di santa Caterina è un dipinto realizzato nel 1575 da Paolo Veronese. L'opera, dalle dimensioni monumentali, è attualmente conservata alle Gallerie dell'Accademia di Venezia.

## Storia
La tela è stata realizzata nel 1575 per l'altare maggiore della chiesa di Santa Caterina a Venezia, da cui fu portata via nel corso della prima guerra mondiale.

## Descrizione
Il soggetto è quello del matrimonio mistico, nello specifico quello di santa Caterina d'Alessandria; la tela è una delle più raffinate opere della maturità del Veronese, in grado di combinare armoniosamente tutti gli elementi caratteristici del suo stile. Nella scena è possibile notare l'anello, simbolo dell'unione, che il Bambino Gesù infila nell'anulare della mano destra della santa; nella parte superiore, invece, sono presenti degli angeli intenti a tenere tra le mani una corona.
Con questo dipinto Veronese ha trasformato un episodio sacro in una fastosa celebrazione cinquecentesca, dove santa Caterina, accompagnata da un seguito di nobili e gruppi di angeli musicanti, assume l'aspetto di una donna aristocratica, collocata in un ambiente più vicino a quello dell'élite veneziana che non ad un contesto religioso. La predilezione dell'artista per la ricchezza dei colori e per l'intensità della luce lo ha condotto a realizzare una scena di lusso sfarzoso, ben lontana dall'umiltà che la Controriforma chiedeva alle riproduzioni artistiche di soggetti religiosi. La Vergine Maria tiene in braccio Gesù Bambino, a sua volta intento a far indossare l'anello a santa Caterina, nel momento centrale del matrimonio.
La rappresentazione della scena, magistralmente ideata dal Veronese, ha come riferimento la Pala Pesaro, opera compiuta tra il 1519 e il 1526 da Tiziano per la basilica di Santa Maria Gloriosa dei Frari: si può notare la stessa composizione diagonale e asimmetrica dovuta alla scalinata che conduce al trono della Vergine, sul lato sinistro della tela. In ambedue i dipinti sono presenti un paio di colonne corinzie, veri e propri pilastri della fede, che sostengono le volte del tempio, ai lati del trono. La brillantezza e la saturazione dei colori che in quest'opera Veronese raggiunge sono irripetibili, con ricche tonalità di rosso, blu, giallo e oro che pare splendano dall'interno.

## Galleria di immagini
Veronese ha ritratto in diverse occasioni la scena del Matrimonio (o sposalizio) di santa Caterina. In nessun caso si tratta di copie o seconde versioni, trattandosi di opere differenti per composizione e collocazione temporale.

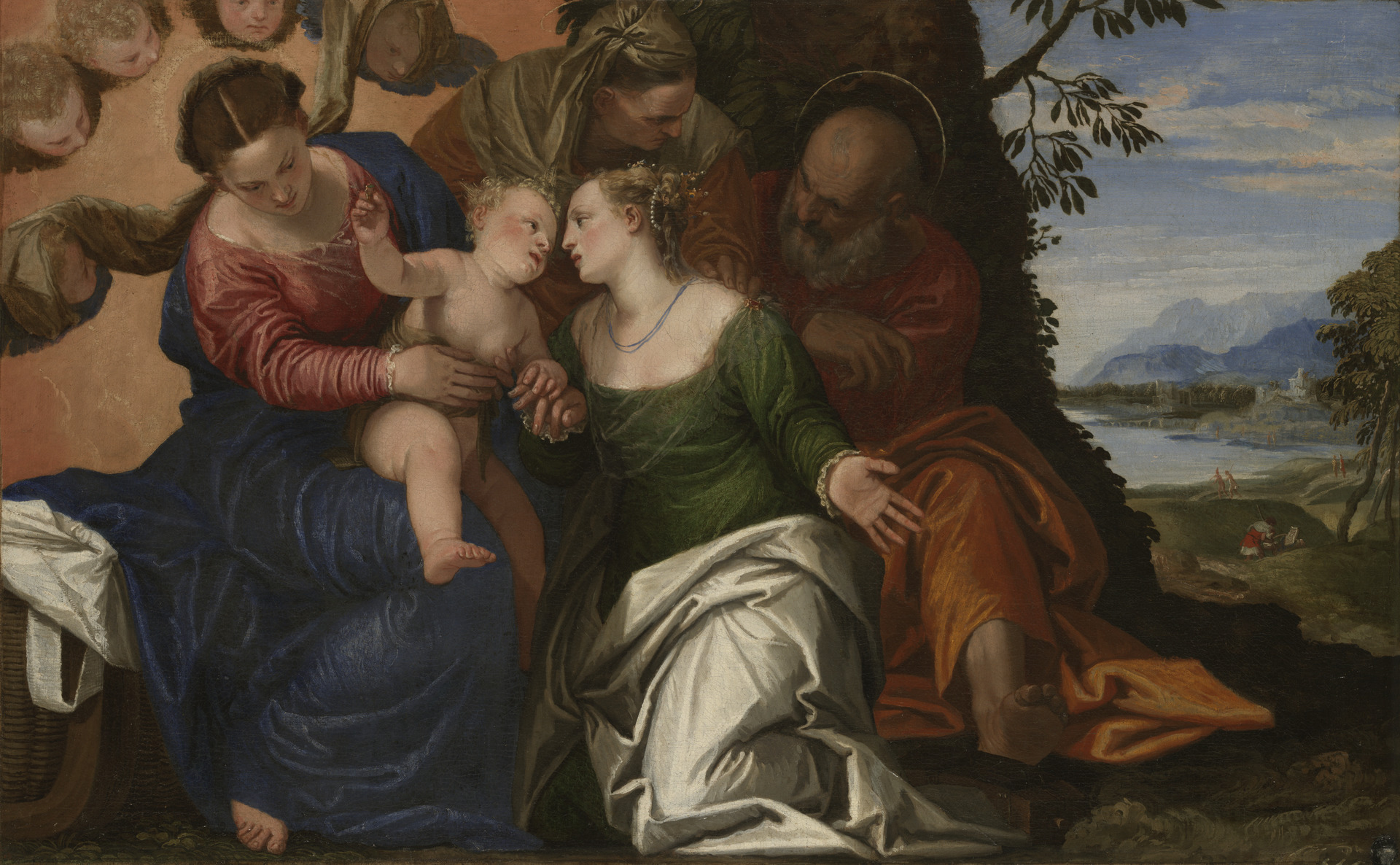
Sposalizio mistico di santa Caterina, 1547, New Haven, Yale University Art Gallery.
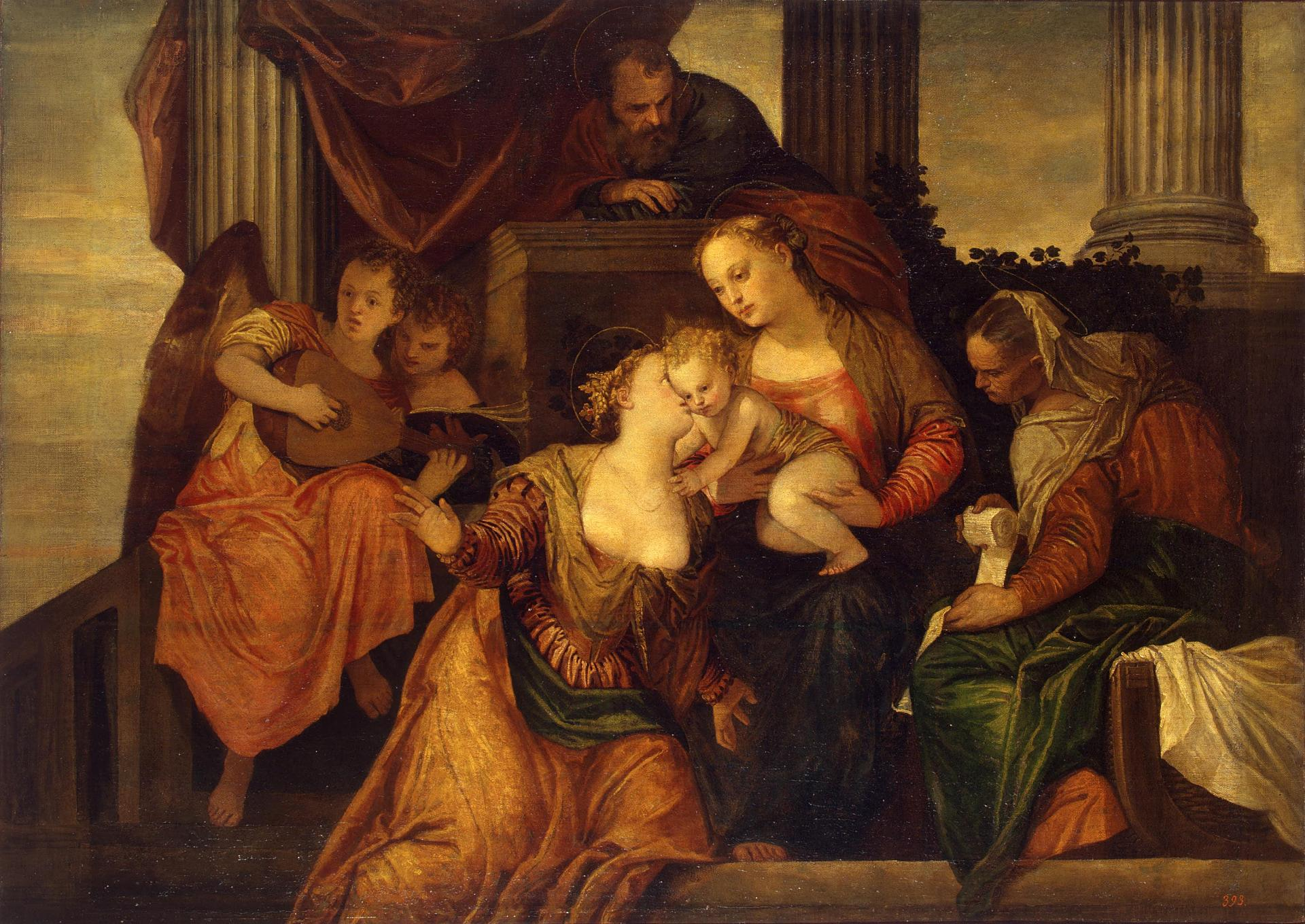
Sposalizio mistico di santa Caterina, 1547-1548, San Pietroburgo, Ermitage.
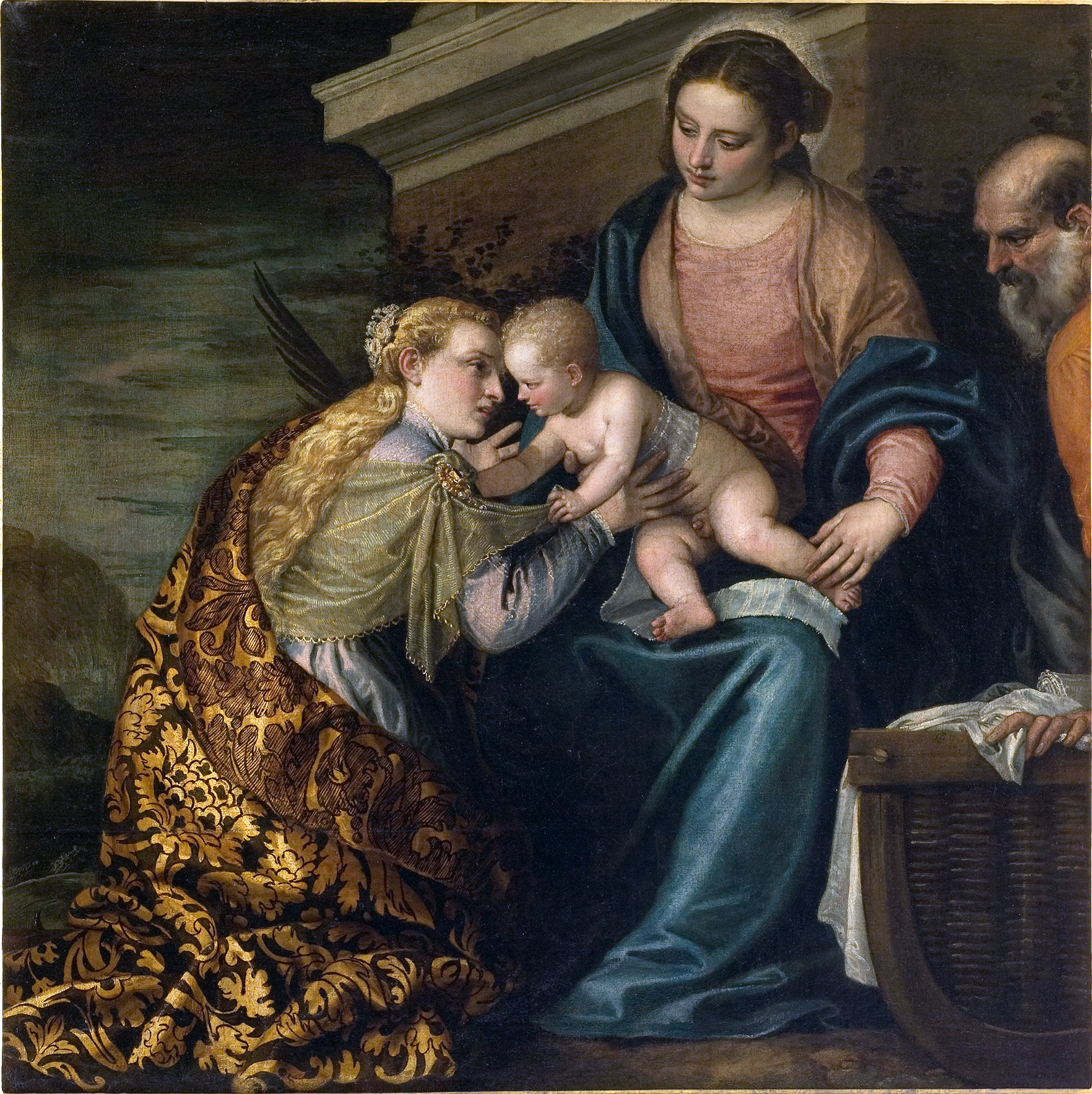
Sposalizio mistico di santa Caterina, 1560-1565, Montpellier, Musée Fabre.
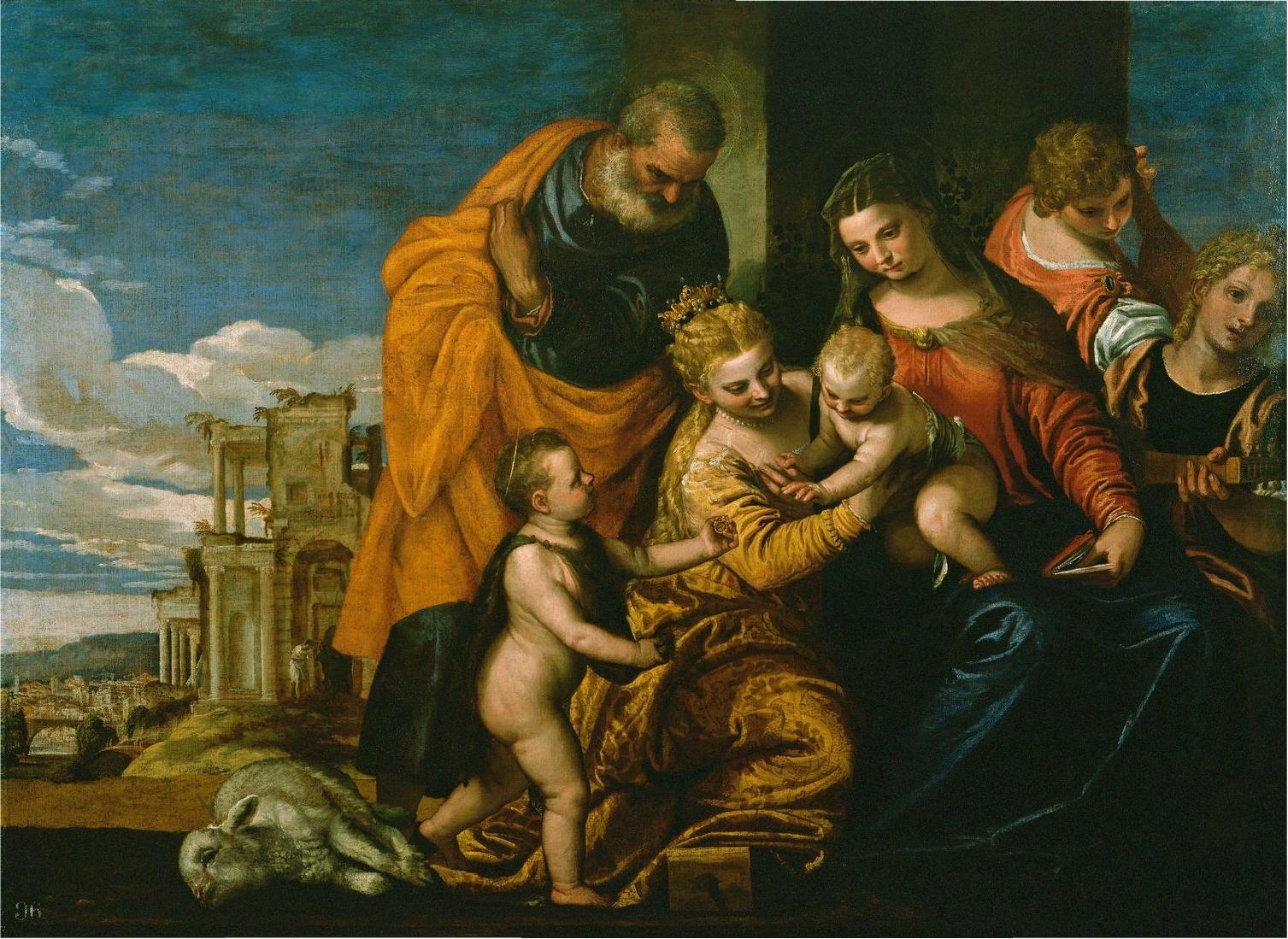
Matrimonio mistico di santa Caterina, 1562-1569, Royal Collection.